# 凌吉讹遇
凌吉讹遇（11世纪？—1099年），西夏官员，夏崇宗时军事首领，党项族。
凌吉讹遇是辖洪、宥、韦三州都统军贺浪啰的部下。天祐民安八年（1097年）七月，随军与宋朝熙河将王愍在宥州交战，贺浪啰战死。永安元年（1098年），合洪、两监军兵迎战王愍，战败，退至十里井。永安二年（1099年）二月，率数万军驻守神堆等险要，以阻当西夏部族投宋，并与北宋鄜延将领张诚等人交战，不利。梁太后被杀，遣使向宋告哀。宋哲宗因凌吉讹遇与夏臣嵬保没劝梁氏“开边”，令西夏擒二人入献，夏崇宗李乾顺于是将杀梁氏之罪归罪二人，将他们执杀，遣使告宋。